# Шокша (приток Сямжены)
Шокша — река в Сямженском районе Вологодской области России. Левый приток реки Сямжены. Длина реки составляет 34 км.

## География
Река Шокша берёт начало близ деревень Филинская и Спасское. Течёт на север через леса. Верховья реки подходят близко к федеральной автомобильной дороге М8 «Холмогоры». Далее, почти до самого устья, река течет по ненаселённому лесному массиву. За 1 км до впадения в Сямжену Шокшу пересекает мост, рядом с одноименной деревней. Устье реки находится у деревни Шокша в 9 км по левому берегу реки Сямжены.
Река была пройдена командой водных туристов ТучТур в апреле 2024 года.

## Данные водного реестра
По данным государственного водного реестра России относится к Двинско-Печорскому бассейновому округу, водохозяйственный участок реки — озеро Кубенское и реки Сухона от истока до Кубенского гидроузла, речной подбассейн реки — Сухона. Речной бассейн реки — Северная Двина.
Код объекта в государственном водном реестре — 03020100112103000005825.